# Alison Rayner
Alison Rayner (Bromley, destijds Kent, 7 september 1952) is een Britse jazzmuzikante (contrabas, basgitaar) van de fusionjazz.

## Biografie
Rayner speelde aanvankelijk basgitaar in de rock en wisselde tijdens de jaren 1970 naar de jazz. Tijdens de jaren 1980 toerde ze met de fusionjazz, latin beïnvloede band Guest Stars. Vanaf 1990 speelde ze contrabas en formeerde ze haar eigen jazzkwartet. Ze speelde naast jazz ook soul, funk en fusion met diverse wereldmuziek-stijlen (Afro-Cubaans, van de Balkan en uit Griekenland). Ze werkte samen met Jayne Cortez en Tal Farlow.
Tijdens de jaren 2000 speelde ze o.a. met de Deirdre Cartwright Group (een in 1992 geformeerd kwintet), het Chris Hodgkins Trio, de Vortex Foundation Big Band van Annie Whitehead en met het eigen kwartet The Jazz Garden. Met de gitariste Deirdre Cartwright, met wie ze al speelde bij de Guest Stars, had ze in Londen de Blow the Fuse Club, benoemd naar een band die ze vanaf eind jaren 1980 en tijdens de jaren 1990 samen hadden. Ze componeert (composities van haar werden ook door de Guest Stars uitgevoerd) en doceert in Londen en aan zomerklinieken.